# Network-centric warfare
La network-centric warfare (in italiano traducibile con guerra basata sulla rete, guerra network-centrica o anche guerra digitale), nota anche come complesso di operazioni network-centriche, è una dottrina militare o teoria strategica, introdotta dal Dipartimento della Difesa degli Stati Uniti (DOD) nel corso degli anni 1990.
Tale approccio cerca di tradurre un vantaggio informativo, in parte reso possibile dalla tecnologia informatica, in un vantaggio militare competitivo attraverso una solida rete di computer e sensori di forze geograficamente disperse e ben informate.

## Contesto e storia
Si possono rintracciare le origini immediate del concetto di guerra digitale nel 1996, quando l'ammiraglio William Owens introdusse il concetto di un "sistema di sistemi" in un articolo pubblicato dall'Istituto per gli studi sulla sicurezza nazionale. Owens descrisse l'evoluzione fortuita di un sistema di sensori di intelligence, sistemi di comando e controllo e armi di precisione che, assieme, permettessero una maggiore situational awareness (in italiano consapevolezza della situazione tattica), una rapida valutazione del bersaglio e l'assegnazione dei bersagli ad armi geograficamente distribuite.
Sempre nel 1996, il Joint Chiefs of Staff rilasciò il documento Joint Vision 2010 (Visione unificata per il 2010), che introdusse il concetto militare di dominazione a pieno spettro (in inglese Full Spectrum Dominance). Questo testo descriveva la capacità dei militari statunitensi di dominare lo spazio di battaglia dalle operazioni di pace fino all'applicazione diretta del potere militare derivante dai vantaggi della superiorità dell'informazione.

### Guerra basata sulla rete (Network-centric warfare)
Il termine "guerra network-centrica" ed i concetti ad esso associati apparvero per la prima volta nella pubblicazione del Ministero della Marina USA "Copernico: C4ISR per il 21º secolo" (C4ISR sta per “Command, Control, Communications, Computers, Intelligence, Surveillance, and Reconnaissance” – cioè Comando, Controllo, Comunicazioni, Computer, Intelligence, Sorveglianza e Ricognizione). In questo documento erano state focalizzate le idee di mettere in rete sensori, comandanti ed unità di fuoco, per appiattire la gerarchia, ridurre le pause operative, migliorare la precisione e aumentare la velocità di comando.
Come concetto distinto, tuttavia, la guerra digitale apparve per la prima volta in un articolo del 1998 del Vice Ammiraglio Arthur K. Cebrowski e John Garstka, anche se la prima articolazione completa dell'idea era contenuta nel libro Network Centric Warfare: Developing and Leveraging Information Superiority (Guerra network-centrica: sviluppare e promuovere la superiorità informativa) di David S. Alberts, John Garstka e Frederick Stein, pubblicato dal Command and Control Research Program (Programma di Ricerca sul Comando e Controllo - CCRP). Questo libro ha creato una nuova teoria del combattimento da una serie di studi di casi di economia, su come le imprese utilizzavano le tecnologie dell'informazione e della comunicazione per migliorare l'analisi della situazione, controllare accuratamente l'inventario e la produzione, nonché monitorare le relazioni con i clienti.

### La guerra nell'Era dell’Informazione (Information Age Warfare)
Il libro Network centric warfare è stato seguito nel 2001 da Understanding Information Age Warfare (UIAW) (Comprendere la guerra nell'Era dell'Informazione), creato congiuntamente da Alberts, Garstka, Richard Hayes di Evidence Based Research e David A. Signori di RAND. Il testo UIAW ha fatto leva sulle implicazioni dei cambiamenti identificati dalla guerra network-centrica al fine di derivare una teoria operativa della guerra digitale.
A partire da una serie di premesse su come viene percepito l'ambiente, l'UIAW propone una struttura di tre domini:
1. il dominio fisico è dove gli eventi hanno luogo e vengono percepiti da sensori e individui
2. i dati che emergono dal dominio fisico vengono trasmessi attraverso un dominio di informazioni
3. i dati sono successivamente ricevuti ed elaborati da un dominio cognitivo in cui vengono valutati ed attuati

Il processo segue il ciclo "osserva, orienta, decidi, agisci" (OODA) descritto per la prima volta dal colonnello John Boyd dell'USAF.

### Potenza al limite (Power to the Edge)
L'ultima pubblicazione riguardante la teoria in via di sviluppo del network-centric warfare è apparsa nel 2003 con Power to the Edge (Potenza al limite), pubblicato anche dal CCRP. Questo è uno studio teorico, che sostiene come gli ambienti militari moderni siano troppo complessi per essere compresi da qualsiasi individuo, organizzazione o persino l'intero apparato militare.
La moderna tecnologia dell'informazione consente la rapida ed efficace condivisione di informazioni a tal punto che le "entità marginali" o quelle che stanno essenzialmente conducendo missioni militari, dovrebbero essere in grado di "estrarre" informazioni da repository (depositi di dati) onnipresenti, piuttosto che avere enti centralizzati che tentano di anticipare le loro necessità di informazioni, "spingendole" verso di loro. Ciò implicherebbe tuttavia un notevole appiattimento delle gerarchie militari tradizionali.
Le idee radicali espresse in Power To The Edge erano già state indagate dal Pentagono a partire dal 2001. In UIAW era stato introdotto il concetto di attività peer-to-peer combinato con un più tradizionale flusso gerarchico di dati nella rete.
Poco dopo, il Pentagono ha iniziato ad investire nella ricerca peer-to-peer, dicendo agli ingegneri del software, in una conferenza sul peer-to-peer del novembre 2001, che c'erano vantaggi da ottenere nella ridondanza e nella robustezza di una topologia di rete peer-to-peer sul campo di battaglia.
La guerra digitale e le operazioni network-centriche sono una pietra miliare dello sforzo di trasformazione in corso presso il Dipartimento della Difesa avviato dall'ex Segretario alla Difesa USA, Donald Rumsfeld. È anche uno dei cinque obiettivi dell'Office of Force Transformation (Ufficio per la Trasformazione della Forza), parte dell'Office of the Secretary of Defense (Ufficio del Segretario della Difesa - OSD).

## Tecnologie e programmi correlati
Il Ministero della Difesa statunitense (DOD) ha imposto che la Griglia Informativa Globale (in inglese Global Information Grid - GIG) dovrà costituirà il quadro tecnico primario a supporto delle operazioni di guerra incentrate sulla guerra network-centrica degli Stati Uniti e le relative operazioni belliche.
In base a questa direttiva, tutte le piattaforme di armi avanzate, i sistemi di sensori e i centri di comando e controllo dovranno finire per essere collegati tramite la GIG. Il termine sistema di sistemi viene spesso utilizzato per descrivere i risultati di questo enorme sforzo di integrazione.
Il documento Servizi d'Impresa Net-centrica (Net-Centric Enterprise Services) si occupa del contesto applicativo del GIG.
Un certo numero di importanti programmi militari statunitensi sta prendendo decisioni tecniche per sostenere la guerra incentrata sulla rete. Questi programmi includono la Capacità di Ingaggio Cooperativo Cooperative Engagement Capability (CEC) della United States Navy e la BCT Network dell'Esercito degli Stati Uniti.
Il testo Soluzioni d'Impresa per Interoperabilità Net-centrica (Net-Centric Enterprise Solutions for Interoperability - NESI) fornisce, per tutte le fasi dell'acquisizione di soluzioni net-centriche, una guida attuabile che soddisfi gli obiettivi di guerra digitale del Dipartimento della Difesa degli Stati Uniti. Le linee guida del documento NESI si limitano al livello più alto, mentre concetti più astratti sono forniti in varie direttive, politiche e mandati come il Modello di riferimento per operazioni e guerra net-centrica (Net-Centric Operations and Warfare Reference Model (NCOW RM) e la Lista di controllo net-centrica (ASD (NII) Net-Centric Checklist).

## Principi dottrinali negli Stati Uniti
Per le forze armate degli Stati Uniti la dottrina della guerra network-centrica attinge il suo più alto livello di guida dal concetto di "guerra di squadra", cioè l'integrazione e la sincronizzazione di tutte le capacità appropriate tra i vari servizi, che vanno dall'esercito, all'aeronautica fino alla Guardia Costiera. Questo concetto mette in pratica il principio della "guerra congiunta" (joint warfare).
I 4 principi della guerra network-centrica sono:
1. una forza saldamente in rete migliora la condivisione delle informazioni.
2. la condivisione delle informazioni e la collaborazione migliorano la qualità delle informazioni e la consapevolezza della situazione condivisa.
3. la consapevolezza della situazione condivisa consente l'auto-sincronizzazione.
4. i precedenti principi, a loro volta, aumentano notevolmente l'efficacia della missione.

Le operazioni net-centriche sono compatibili con la dottrina del "Comando di Missione" (Mission Command), che teoricamente consente una considerevole libertà di azione per le truppe da combattimento, con approcci più decentrati al Comando e Controllo (C2).

## Alcune sfide architettoniche e di progetto
- La complessità del Joint Tactical Radio System (JTRS) offre una panoramica delle sfide legate all'integrazione di numerosi sistemi di comunicazione in un tutto unico. Il JTRS è concepito per essere un sistema radio gestiito dal software per le comunicazioni sul campo di battaglia, che avrà retrocompatibilità con un numero molto elevato di altri sistemi radio militari e civili.
- Un rapporto dell'Ufficio di Contabilità del governo USA (GAO) del 10 aprile 2008[12] ha evidenziato come la scalabilità della rete sia un importante fattore di rischio per il programma Network Centric FCS. Il sistema proposto non sarà in grado di collegare tutte le unità in una rete auto-formante ed auto-rigenerante.
- Il problema del coordinamento dell'uso della larghezza di banda in uno spazio di battaglia è una sfida significativa, se ogni apparato mobile o partecipante umano diventerà una potenziale fonte o rilancio di emissioni RF.
- È difficile trasferire in modo efficiente le informazioni tra reti con diversi livelli di classificazione di sicurezza. Sebbene i sistemi di sicurezza a più livelli forniscano parte della soluzione, sono ancora necessari l'intervento umano ed il processo decisionale per determinare quali dati specifici possono e non possono essere trasferiti.
- L'affidabilità e la consapevolezza della localizzazione accurata è limitata quando si manovra nelle aree in cui la copertura del sistema di posizionamento globale (GPS) è debole o inesistente. Queste aree includono l'interno di edifici, grotte, ecc., così come aree edificate e strettoie urbane, che sono anche lì tipici teatri operativi di molte operazioni militari moderne. Rimane da fare molto lavoro sulla fusione affidabile di dati posizionali da più sensori.
- Fornire comunicazioni sicure nelle operazioni di guerra incentrata sulla rete e le relative operazioni belliche è difficile, poiché la gestione delle chiavi di accesso per la crittografia è in genere l'aspetto più difficile della crittografia stessa, specialmente con i sistemi mobili. Il problema è esacerbato dalla necessità di una rapida implementazione e di una riconfigurazione agile delle squadre militari, per rispondere alle mutevoli condizioni nel moderno spazio di battaglia.

## Attività internazionali
Vi è una significativa necessità di armonizzare gli aspetti tecnici e operativi della guerra network-centrica e delle relative operazioni belliche tra più nazioni, al fine di supportare attività di coalizione, operazioni congiunte, ecc. La struttura di comando della NATO e molte nazioni NATO e non-NATO hanno aderito all'iniziativa Federated Mission Networking (FMN) e collaborano nell'ambito del processo quadro FMN per coordinare la progettazione, lo sviluppo e la fornitura di capacità operative e tecniche necessarie per condurre operazioni net-centriche.
All'interno dell'Alleanza, gli standard e i profili di interoperabilità della NATO (NISP) forniscono la guida e le componenti tecniche necessarie per supportare le implementazioni del progetto e la rete di missioni federate. I singoli accordi di standardizzazione sono il veicolo di coordinamento per stabilire standard tecnici condivisi tra le nazioni della NATO.

## Commenti al riguardo
(ex Vicepresidente Richard Cheney)
(Tenente generale Harry D. Raduege Jr, direttore della Defense Information Systems Agency)

## Visioni contraddittorie
(Charles Perrow, National Defence University, maggio 2003)
L'aspirazione dell'Australian Defence Force (ADF) ad abbracciare la teoria di una guerra network-centrica è delineata nel documento ADF Force 2020. Questa visione è stata criticata da Aldo Borgu, direttore dell'Australian Strategic Policy Institute (ASPI). Sviluppando l'interoperabilità con i sistemi statunitensi, a suo avviso, i tre bracci dell'Australian Defence Force potrebbero finire per funzionare meglio nelle interazioni con i loro servizi gemelli negli Stati Uniti piuttosto che l'uno con l'altro.
La guerra network-centrica è criticata dai sostenitori della dottrina della Guerra di quarta generazione (Fourth Generation Warfare - 4GW), che teorizza conflitti caratterizzati dallo sfocamento delle linee di demarcazione fra guerra e politica, combattenti e civili.
Inoltre, dal momento che la guerra incentrata sulla rete si concentra molto sulla distribuzione delle informazioni, è necessario diffidare dell'effetto di informazioni false, fuorvianti o mal interpretate che dovessero riuscire ad entrare nel sistema, attraverso l'inganno nemico o il semplice errore. Esattamente come l'utilità di un'informazione corretta può essere amplificata, così anche le ripercussioni di dati errati che entrano nel sistema potrebbero ottenere esiti non positivi molto più grandi.
Un modo in cui ciò può accadere è attraverso errori nelle condizioni iniziali di un sistema chiuso non corretto, che successivamente distorce i set di risultati; tali gruppi di risultati vengono quindi riutilizzati, amplificando l'errore iniziale di vari ordini di grandezza nelle successive generazioni di altri gruppi di risultati; vedere la Teoria del caos.
Altre possibili modalità di fallimento o aree problematiche nella guerra network-centrica includono il verificarsi del problema informatico cosiddetto "dei generali bizantini" nei sistemi peer-to-peer (che tratta come raggiungere consenso in situazioni in cui è possibile la presenza di errori. Il problema consiste nel trovare un accordo, comunicando solo tramite messaggi, tra componenti diversi nel caso in cui siano presenti informazioni discordanti); problemi causati da una comprensione inadeguata o superficiale di (o disprezzo generale per) autoregolamentazione, auto-organizzazione, teoria dei sistemi, comportamento emergente e cibernetica; in aggiunta a ciò, ci sono potenziali problemi derivanti dalla natura stessa di qualsiasi sistema artificiale complesso, sviluppato rapidamente, derivante dalla teoria della complessità, che implica la possibilità di modalità di insuccesso, come il crollo per congestione o la propagazione di errori a cascata.